# 二溴化铟
二溴化铟是一种无机化合物，由铟和溴组成，实验式 InBr2，结构为 In[InBr4]。

## 制备
二溴化铟可以由铟和溴在 300 至400 °C 下直接反应而成。它也可以由三溴化铟在 350 °C 下被铟还原而成。
{\displaystyle \mathrm {In+Br_{2}\longrightarrow InBr_{2}} }
{\displaystyle \mathrm {In+2\ InBr_{3}\longrightarrow 3\ InBr_{2}} }

## 性质
二溴化铟是一种浅黄色反磁性固体。它是一种混合价态化合物，结构和二氯化镓一样，为正交晶系，空间群 Pnna (No. 52)，晶格参数 a = 798.6 pm、b = 1038.5 pm、c = 1042.5 pm 。